# Jean-François Piégay
Jean-François Piégay est un homme politique français né le 24 mars 1766 à Lyon (Rhône) et décédé le 26 septembre 1847 à dans la même ville.
Industriel, administrateur de la Loire pendant la Révolution et maire de Saint-Étienne, il est également député de la Loire en 1815, pendant les Cent-Jours.

## Sources
- « Jean-François Piégay », dans Adolphe Robert et Gaston Cougny, Dictionnaire des parlementaires français, Edgar Bourloton, 1889-1891 [détail de l’édition]